# دیزی بامونت
دیزی بامونت (به انگلیسی: Daisy Beaumont) (زاده ۵ مهٔ ۱۹۷۴) بازیگر انگلیسی است.
از فیلم‌های معروف او می‌توان به بازی در فیلم فاستر اشاره کرد.